# 意大利共产党（马列）
意大利共产党（马列）（義大利語：Partito Comunista d'Italia (marxista-leninista），缩写为PCd'I（m-l））是意大利的一个已不存在的共产主义政党。1963年，意大利马列主义运动成立；1966年10月，改名为意大利共产党（马列）。该党最初奉行毛主义，一度成为意大利最大的毛派组织。中阿决裂后，该党转而奉行霍查主义。1991年9月15日，该党并入共产主义重建运动。